# 迪烏曼
12°35′50″N 7°18′22″W / 12.59722°N 7.30611°W
迪烏曼（法語：Diouman），是馬里的城鎮，位於該國西部，由庫利科羅區的迪瓦拉省負責管轄，面積1,050平方公里，2009年人口22,018，該城鎮人口密度每平方公里20.97人。